# Distributed Component Object Model
A Distributed Component Object Model (DCOM) egy Microsoft tulajdonában levő technológia szoftverkomponensek számítógép-hálózaton keresztül történő kezelésére. A COM utóda, később a COM+ részévé vált. Elavulttá vált a Microsoft .NET megjelenésével.
A DCOM a COM következő problémáit küszöbölte ki:
- Marshalling (elrendezés) – a függvényhívások sorosítása és visszaalakítása hálózaton keresztül
- Elosztott szemétgyűjtés – a távoli kliens lefagyása vagy a hálózati kapcsolat elvesztése után a referenciák megszüntetése

A DCOM a CORBA jelentős versenytársa volt. Mindkét technológia támogatói úgy tekintettek a saját technológiájukra, mint a kód és szolgáltatás-újrahasznosítás modelljére interneten keresztül.
Ennek ellenére mindkét technológia alkalmazása komoly nehézségekbe ütközött internetes tűzfalak használata esetén.